# هاميش ماكدونالد
هاميش ماكدونالد (بالإنجليزية: Hamish MacDonald) هو منافس ألعاب قوى أسترالي، ولد في 19 أغسطس 1974 في ملبورن في أستراليا.

## روابط خارجية
- هاميش ماكدونالد على موقع Paralympic.org (الإنجليزية)
- هاميش ماكدونالد على موقع اتحاد ألعاب الكومنولث (مؤرشف) (الإنجليزية)